# タングステン作戦
タングステン作戦 (Operation Tungsten) はイギリス軍が1944年3月末から4月初めにかけて実行したドイツ戦艦「ティルピッツ」攻撃。空母「ヴィクトリアス」、「フューリアス」および護衛空母4隻などが参加し、ノルウェーのコーフィヨルドで「ティルピッツ」に対して航空攻撃を実施した。「ティルピッツ」に損害を与えることはできたものの、撃沈に至るようなものではなかった。

## 背景
ドイツ戦艦「ティルピッツ」の脅威は第二次世界大戦中のイギリス海軍戦略に大きな影響を与えた。「ティルピッツ」は1941年2月に就役し、同年末には乗員の訓練を完了した。同じころ、同艦のノルウェー配備が決定された。それは、連合国軍によるノルウェー侵攻阻止と北極海を経てソ連へ向かう船団に対して脅威を与えることを意図していた。それらの船団は多量の軍需品をイギリスやアイルランドから運んでおり、しばしばノルウェー配備のドイツ空軍および海軍部隊の攻撃を受けていた。「ティルピッツ」は1942年1月にノルウェーに着き、フィヨルド内の停泊地から作戦を行った。「ティルピッツ」が作戦可能である限り、その輸送船団に対する出撃に備えてイギリス本国艦隊の強力な部隊を割いておかなければならなず、またソ連へ向かう船団の行程の大半には主力艦が随伴した。
イギリス軍は1942年から1943年にかけて幾度か「ティルピッツ」攻撃を行った。1942年3月6日に「ティルピッツ」がPQ12船団攻撃に出撃した際は護衛部隊の中の空母「ヴィクトリアス」から雷撃機による攻撃が試みられたが命中しなかった。1942年から1943年の間に実施されたイギリス空軍やソ連空軍による停泊地内の「ティルピッツ」攻撃も失敗に終わった。1943年9月23日のノルウェー北部のコーフィヨルド内の「ティルピッツ」に対するX艇による攻撃（ソース作戦）では大きな損害を与え6か月間作戦不能にした。損傷した「ティルピッツ」をドイツへ回航することは非常に危険であると考えられたため、その修理はコーフィヨルドでなされた。1944年3月17日までに「ティルピッツ」の兵装、機関および船体の修理は完了したが、いくつかの重要ではない修理は未了であった。
イギリス政府やイギリス海軍は「ティルピッツ」が復帰した際のその脅威について不安視した。連合国側は修理の進捗状況を暗号解読や写真偵察、ノルウェーいる諜報員からの報告によって把握していた。修理がなった「ティルピッツ」が出撃してノルウェー海や大西洋で船団を攻撃できるようになることが危惧された。それによる護衛の必要性により、計画されていたフランス侵攻支援に必要とされる艦艇がそちらにとられるここともなる。結果、1943年遅くにはさらなる「ティルピッツ」撃沈作戦実施が決まった。
連合国側は不安視していたが、「ティルピッツ」による連合国船舶に対する危険はわずかなものであった。1943年後半以降、「ティルピッツ」は連合国軍による攻撃の虞や燃料不足のため訓練のための出航ができなかった。また、燃料不足は発見や攻撃を困難にするための停泊地の変更が不可能であることも意味した。

## 準備
コーフィヨルドの「ティルピッツ」攻撃で取りうる選択肢は少なかった。傍受した通信や諜報員からの情報は戦艦の水中の防備が改善されており、また哨戒機も増えていることを示していたため、もう一度潜水艦からの襲撃を行うことは非現実的であるとされた。イギリス空軍爆撃機軍団の指揮官アーサー・ハリスも、重爆撃による「ティルピッツ」攻撃実施はコーフィヨルドは航続距離外であり、また戦艦の火器は多くの死傷者をもたらすであろうとの点から拒否した。それらの選択肢が除外され、本国艦隊の空母にその任務が割り当てられた。その当時、空母「フューリアス」と「ヴィクトリアス」、護衛空母4隻が投入可能であった。
コーフィヨルド襲撃の計画は1943年12月に始まった。本国艦隊司令長官ブルース・フレーザー中将は作戦成功の可能性について楽観的ではなく、作戦を引き受けるにあたって第一海軍卿アンドルー・カニンガムによる説得を要した。フレーザーは次席指揮官ヘンリー・ムーア中将に襲撃の計画と指揮を任せた。作戦は当初スラストフル作戦 (Operational Thrustful) と称されたが、後にタングステン作戦とかわった。攻撃は最初は「ティルピッツ」が作戦可能となると考えられていた時の直前の1944年3月中旬に予定されていた。しかし、「ヴィクトリアス」への新型レーダー装備の間延期され、2週間遅れとなった。シンガポールへの日本艦艇の集結の対抗するため「ヴィクトリアス」がインド洋に必要となったことから2月にはタングステン作戦の中止が検討されたが、作戦推進のためアメリカ海軍が空母「サラトガ」を一時的に東洋艦隊に派遣したため「ヴィクトリアス」は北海にとどまった。
襲撃の計画は艦隊航空隊のフェアリー・バラクーダによる2波の急降下爆撃を中核としていた。攻撃隊はそれぞれバラクーダ21機と護衛の戦闘機40機からなった。戦闘機の内、「ヴィクトリアス」からのF4Uコルセアは対ドイツ軍機の護衛であり、「フューリアス」および護衛空母「エンペラー」、「パーシュアー」、「サーチャー」からのF4FワイルドキャットとF6Fヘルキャットは「ティルピッツ」周辺の対空砲台や「ティルピッツ」自体に対して機銃掃射を行うこととなっていた。また、他の「フューリアス」搭載機や護衛空母「フェンサー」搭載機がドイツ軍機や潜水艦の攻撃に備えることとなった。艦載機用の戦艦の甲板装甲を貫通できる爆弾は不足していたが、新開発の1600ポンド徹甲爆弾は高度3500フィート以上から投下されれば少なくとも「ティルピッツ」の装甲の1層目は貫通でき、それによる損害で「ティルピッツ」を作戦不能に追い込めると期待された。9機のバラクーダが1600ポンド爆弾を搭載し、22機は200フィート以上から投下すれば防御の薄い上甲板を貫通できる500ポンド半徹甲爆弾を搭載。残る10機は乗員の殺傷や至近の水中での爆発時に水線下に損害を与えることを狙って500または600ポンドの通常爆弾と対戦爆弾搭載であった。

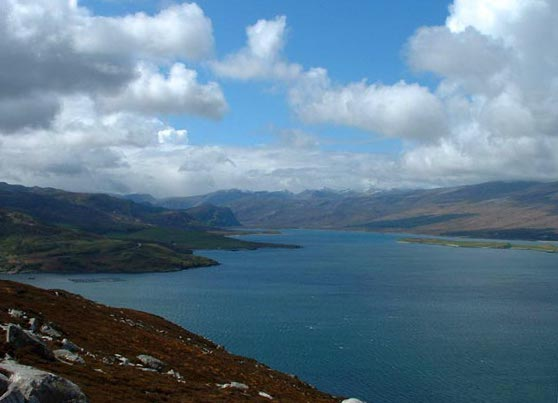
ノルウェーのコーフィヨルドに見立てて訓練が実施されたスコットランドのエリボル湾

艦隊航空隊の作戦参加部隊は1944年2月より激しい訓練を行った。航空兵の多くは経験不足であり、「ヴィクトリアス」の艦長は自身の艦の航空兵の85パーセントは洋上での作戦経験がないと見ていた。訓練予定はスコットランド北部のエリボル湾が中心であった。そこはコーフィヨルド同様急峻な丘に囲まれた場所であった。オークニー諸島のハットストン基地より飛び立ち、エリボル湾周辺で対空砲火を避け「ティルピッツ」攻撃を成功させるのに必要な戦術の習熟のための訓練が行われた。イギリス海軍はコーフィヨルドの防備に関する情報を活用して訓練地を可能な限り「ティルピッツ」周辺と同じようにした。また、搭乗員はドイツ軍陣地の場所について詳細に説明を受けた。また、湾中央にある島の上に戦艦の大きさの場所が区切られ、繰り返し爆撃された。
このような準備が進む一方、連合国は「ティルピッツ」の監視を継続した。2月後半、護衛空母「チェイサー」はイギリス空軍写真偵察分遣隊の写真分析家や地上要員をソ連のヴァエンガ飛行場へ運んだ。彼らのもとに3月に3機の写真偵察任務仕様のスーパーマリン・スピットファイアや1機のPBYカタリナが加わった。スピットファイアは3月12日と13日に非常に詳細な「ティルピッツ」および周辺の対空砲台の写真を撮影し、現像された写真はカタリナがイギリスへと運んだ。北部ノルウェーのドイツ軍はスピットファイアの飛行を探知していたものの、コーフィヨルド地域の防備が増強されたり警戒態勢がとられたりはしなかった。
「ティルピッツ」の戦闘準備はほぼ出来ており4月1日には高速航行試験を実施することを示す暗号解読された通信に基づき、3月中旬にタングステン作戦実行の最終決定はなされれた。作戦の遅れのため、作戦部隊の出撃はソ連へ向かうJW58船団の出航と重なった。攻撃の最終準備の一環として3月28日にエリボル湾で完全なリハーサルが実施された。4月1日以降、海軍本部はコーフィヨルド近くのアルタにいるノルウェーの諜報員団から1時間ごとの気象報告を受け取った。

## 対戦した両軍

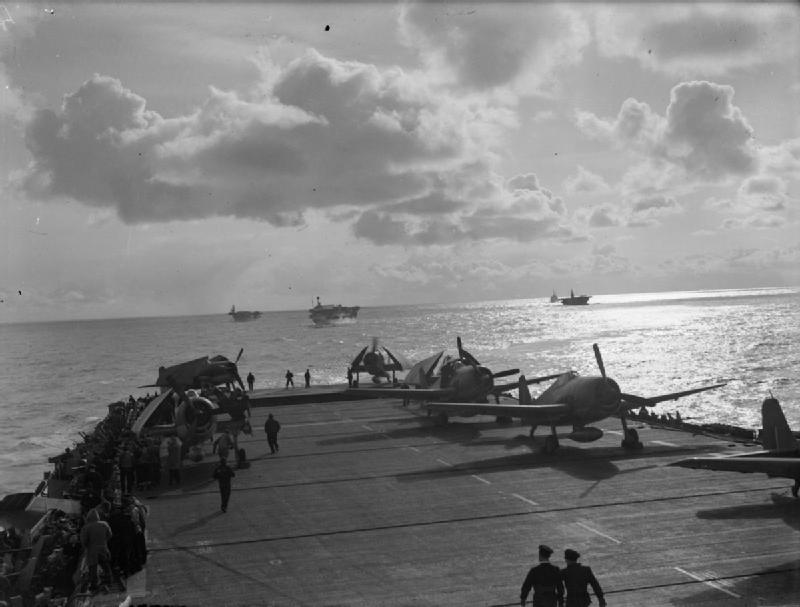
作戦参加艦艇。手前はヘルキャットを乗せた護衛空母「エンペラー」。後方は空母「フューリアス」、護衛空母「サーチャー」、「パーシュアー」および軽巡洋艦「ジャマイカ」

イギリス海軍はタングステン作戦のために強力な部隊を編成した。攻撃隊の中核はバラクーダ装備の2個飛行団であった。一つ目は第827海軍飛行隊と第830海軍飛行隊からなる第8飛行団で、もう一つは第829海軍飛行隊と第831海軍飛行隊からなる第52飛行団である。通常、前者は「フューリアス」に、後者は「ヴィクトリアス」に配置されていたが、同時に発艦しまとまった部隊として戦闘に向かえるようムーアは各飛行団から1飛行隊ずつをそれぞれの空母に配置した。
作戦参加艦艇は最初は2つのグループに分かれた。第1部隊は戦艦「デューク・オブ・ヨーク」座乗のフレーザーが直率し、他に「ヴィクトリアス」、戦艦「アンソン」（ムーア座乗）、軽巡洋艦1隻と駆逐艦5隻からなった。第2部隊はArthur La Touche Bisset少将が指揮し、「フューリアス」と護衛空母4隻、駆逐艦5隻とタンカー2隻からなった。第1部隊は最初JW58船団の支援を行う一方、第2部隊は別個に出航して直接ノルウェー沖へ向かい、4月3日に「アンソン」、「ヴィクトリアス」と合流して翌日攻撃を実施する計画であった。
コーフィヨルドの「ティルピッツ」の停泊地は対空砲台および戦闘機によって守られていた。タングステン作戦時には「ティルピッツ」付近の沿岸には対空砲台が大口径のものが4か所、小口径のものが7か所あった。また、通常防空艦や駆逐艦も「ティルピッツ」付近に停泊していた。「ティルピッツ」の対空砲は68門であった。コーフィヨルド周辺には飛行機から「ティルピッツ」を隠すための煙幕発生装置も設置されていた。ドイツ空軍はコーフィヨルド付近には少数の戦闘機しか配備しておらず、また燃料不足による制約を受けていた。

## 攻撃
JW58船団がLoch Eweより出向した3日後の3月30日に第1部隊はスカパ・フローより出撃。第2部隊も同日遅くに出撃した。船団は3月30日にドイツの索敵機に発見され、17隻の潜水艦による攻撃が行われたが成果はなく逆に4隻が撃沈された。JW58船団は4月6日に目的地のコラ湾に着いた。

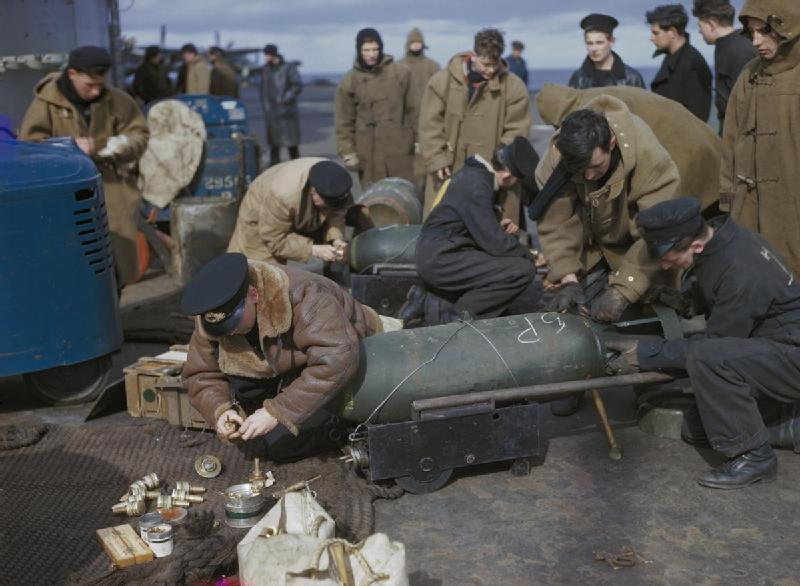
「ヴィクトリアス」飛行甲板上での攻撃準備の様子

好ましい要素が組み合わさっていることから、フレーザーはカーフィヨルドに対する攻撃を42時間早めることに決めた。解読されたドイツの信号によれば「ティルピッツ」の試験は4月3日まで延期されたということであり、フレーザーはその日の攻撃は通常の良く防備された停泊地から離れた「ティルピッツ」をとらえられると期待した。さらに、JW58船団の護衛はよく任務を果たしていて「ティルピッツ」出撃の兆候はなく、第1部隊による輸送船の支援はこれ以上必要ないとフレーザーは判断した。気象条件も初春のノルウェー海としてはいつになく良く、航空作戦に適していた。攻撃の決断がなされた後、タンカーと護衛の駆逐艦2隻が第2部隊より分離されてコーフィヨルドの北西300マイルへ向かい、そこで燃料不足となった駆逐艦への補給のため待機した。第2部隊は第1部隊との合流地点へ向かい、4月2日16時20分に合流した。両部隊の合流後、フレーザー座乗の「デューク・オブ・ヨーク」と駆逐艦2隻は北西へ向かい、「ティルピッツ」が気づかないうちに出撃した場合にその邀撃を行うための位置についた。他は攻撃隊の発進地点へと向かった。
4月3日4時15分に攻撃隊の発艦は開始された。その時、艦隊はコーフィヨルドから120マイルの場所にあった。まず、第1834と第1836海軍飛行隊のコルセア10機が発艦し、続いて第8飛行団のバラクーダ21機が「ヴィクトリアス」（第827飛行隊）と「フューリアス」（第830飛行隊）発艦した。バラクーダの内7機は1600ポンド爆弾を、残りは500または600ポンド爆弾を搭載した。バラクーダが空中に上がると、第800、第881および第882海軍飛行隊のワイルドキャットとヘルキャット30機が発艦した。攻撃隊第1波の全機は無事発進し、4時37分には編隊を組み終えた。飛行条件は依然として申し分なく、またドイツ軍はイギリス艦隊の接近の際それを発見はしていなかった。
攻撃隊はレーダーによる被探知を避けるため海面から50フィートの低空を飛行した。海岸から20マイルの地点に達すると700フィートまで高度を上げ、5時8分に陸地を確認した。攻撃隊は西からアルタフィヨルドに接近し、ラングフィヨルド西端を通過すると南へ変針。それから北へと回り5時30分より少し前にコーフィヨルド南岸の丘を越えて「ティルピッツ」を攻撃した。
攻撃隊の到着は「ティルピッツ」の不意を突くこととなった。ノルウェーの海岸を超えたあたりで攻撃隊はドイツのレーダーにとらえられていたが、即座に「ティルピッツ」に警告はなされなかった。攻撃が行われた際、「ティルピッツ」は高速航行試験のための出航準備中で乗員は抜錨作業に忙殺されていた。防衛用の5隻の駆逐艦はすでにStjernsundetの試験地に向かっていた。レーダー施設からの警報が届いたのはイギリス軍機がコーフィヨルド上空に現れる直前であった。攻撃が始まったときも、乗員はまだ戦闘配置につく途中であった。この時、ほぼすべての水密扉は閉じられておらず、応急部署にも十分な人員はいなかった。
計画通りに、イギリス軍の攻撃は「ティルピッツ」に対空火器や沿岸の砲台に対するヘルキャットとワイルドキャットの機銃掃射で始まった。この攻撃で「ティルピッツ」では砲手に多くの死傷者が生じ、対空射撃指揮所は使用不能となりいくつかの砲が損傷した。機銃掃射はコーフィヨルド内の防空艦に対しても行われた。続いて21機のバラクーダが攻撃を行い、60秒以内に通常爆弾1発、500ポンド半徹甲爆弾3発、1600ポンド爆弾3発が命中した。合計では「ティルピッツ」には10発の爆弾が命中した。大その半は投下高度が低すぎたため装甲甲板を貫通できなかった。人的被害では100名台の乗員が死傷。艦長のハンス・マイヤーも負傷し、別の士官が指揮を執った。「ティルピッツ」はコーフィヨルド西岸へ漂流して座礁したが、すぐに離礁した。第830飛行隊のバラクーダ1機は攻撃後に墜落し、搭乗員3名全員が失われた。第1次攻撃隊は6時19分に母艦への着艦を開始し、6時42分までに収容完了した。

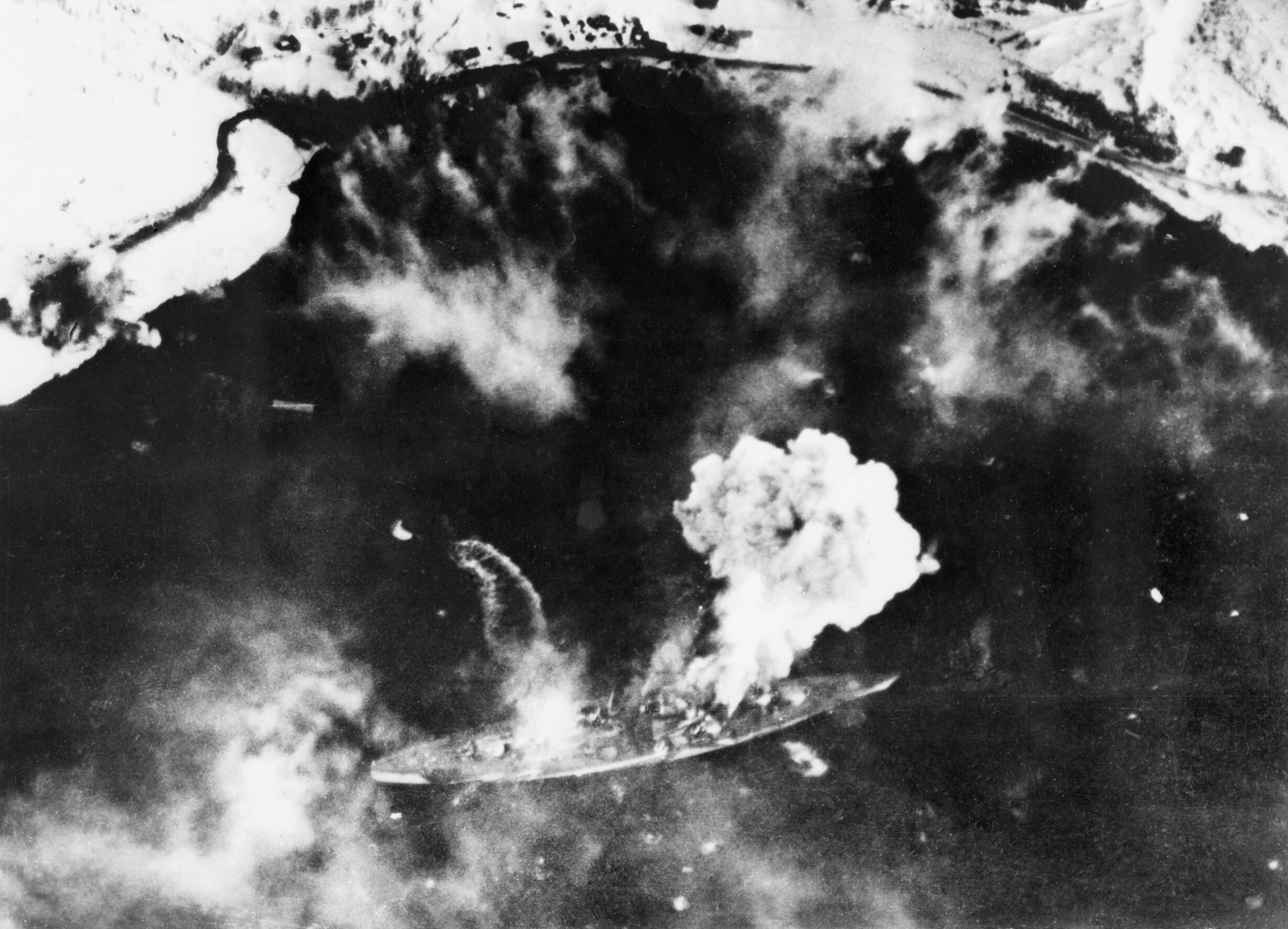
第1次攻撃隊の攻撃下にある「ティルピッツ」

第2次攻撃隊の最初の機は5時25分に飛び立った。第829飛行隊のバラクーダ1機は発艦直後に墜落し、搭乗員3名が死亡した。また、同飛行隊の別の1機はエンジンに問題があり発艦しなかった。第2次攻撃隊では2機のバラクーダのみが1600ポンド爆弾を搭載していた。第1波同様、40機の戦闘機がバラクーダに同行した。その内訳は第1843および1836海軍飛行隊のコルセア10機、第866と第898海軍飛行隊所属のワイルドキャット全20機と第804海軍飛行隊のヘルキャット10機であった。5時37分までに全機発進し、コーフィヨルドまでは特に何事もなく飛行した。今やドイツ軍は警戒していたが、コーフィヨルド周辺で発生させられた煙幕は「ティルピッツ」を隠すのに十分にはなっていなかった。
第2波の攻撃は第1派と同じようなものであった。まずヘルキャットが砲台を機銃掃射し、ワイルドキャットは戦艦を攻撃した。戦闘機はまたコーフィヨルド内のドイツ船舶や無線施設もしくは無線方向探知施設も攻撃した。バラクーダは6時36分に急降下爆撃を実施し、1分以内に「ティルピッツ」に1600ポンド爆弾1発と500ポンド爆弾4発を命中させた。ドイツ軍は攻撃に対する警報をほとんど受けておらず、また煙幕はイギリス軍機を隠してしまった。結果、砲手は盲射するしかなく、バラクーダ1機を撃墜したのみであった。同機の搭乗員は3名全員戦死した。第2次攻撃隊は7時20分から7時58分にかけて母艦に着艦した。損傷したヘルキャット1機が駆逐艦「アルゴンキン」付近に着水し、コルセア1機は着艦時の事故で大破したが、パイロットはともに助かった。
攻撃が行われている間、第801、第842および第880海軍飛行隊のワイルドキャットとシーファイア25機が艦隊の防空を務めた。第842海軍飛行隊のフェアリー・ソードフィッシュ9機は対潜哨戒を実施した。艦隊に対する脅威はなく、2次にわたる攻撃の最後はコルセアが防空任務を引き継いだ。
4月3日午後、ムーアは翌日カーフィヨルドに対して再攻撃を行うを検討した。だが、攻撃中に撮影された写真の暫定評価は「ティルピッツ」が大損害を受けたというものであったことから再攻撃の不実施を決めた。ムーアはまた航空要員が疲労していることに気づいており、and was reluctant to expose them to what would now be alert defences.よって、彼は帰投命令を出し、艦隊は4月6日午後にスカパ・フローに帰投した。ジョージ6世とウィンストン・チャーチルは艦隊へ祝辞を送ったが、チャーチルとカニンガムはともに「ティルピッツ」の復帰を気にかけていた。また、カニンガムは4月4日にムーアが攻撃を実施しなかったことを残念に思った。

## 結果とその後

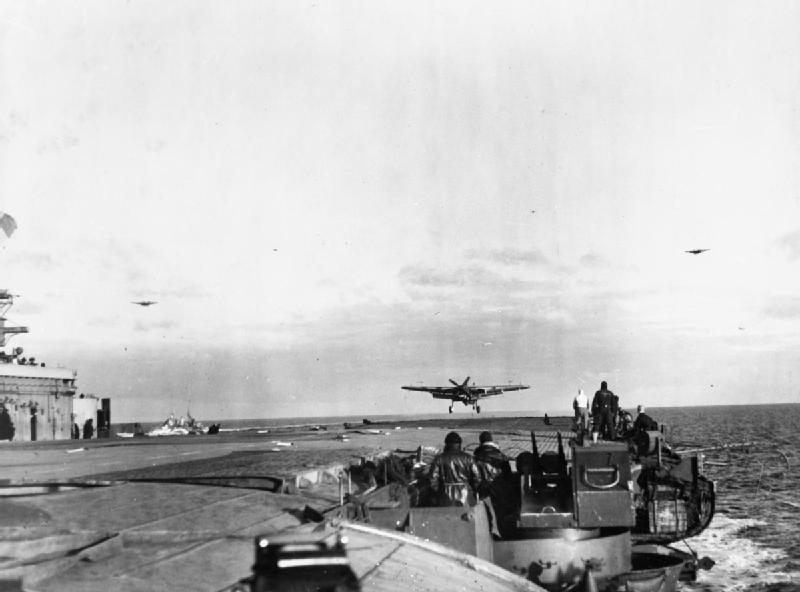
空母「ヴィクトリアス」に着艦するバラクーダ。

「ティルピッツ」に対する2波の攻撃はおおむね計画通りに進行した。搭乗員たちはコーフィヨルドの防備や地形はエリボル湖の演習場と似ていると感じた。攻撃後の報告の一つでは、作戦は「事前に頻繁に実施した訓練とほとんど同じ (almost an exercise which they had frequently carried out before)」であったと述べられている。公刊戦史の著者スティーブン・ロスキルも攻撃について「見事に調整され大胆に実行された (beautifully co-ordinated and fearlessly executed)」としている。計画と実行時との最も重大な相違点は多くのパイロットたちが命中率を上げようとして定められた最低高度の3000フィートよりも低い高度で爆弾を投下したことである。最適より短い飛行時間のため、「ティルピッツ」に命中した爆弾の中には装甲甲板を貫通するの必要な速度に達していなかったかもしれない。イギリス側では搭乗員9名が死亡した。「ティルピッツ」近くの水中で爆発した2発の爆弾は船体に破孔を生じさせたが、命中した15発の爆弾のなかで主甲板の装甲帯を貫通したものはなかった。その結果として、砲や弾薬庫、機関には大きな損害はなかった。「ティルピッツ」の被害の大半は上構や装甲甲板間に生じた。右舷のカタパルトやクレーンは破壊された。また搭載機のアラド水上機も2機とも破壊された。右舷の2番150㎜砲塔は使用不能となり、左舷の3番150㎜砲塔はかなりの損害を受けた。士官食堂やいくつかの調理室は残骸と化し、艦内は煙が充満した。煙突にも弾片が当たり、ボイラーの吸気口すべてが大きな被害を受けた。衝撃で右舷のタービンが使えなくなり、消火に用いられた塩水の混入でボイラー2基も使えなくなったが、コーフィヨルド内での航行は可能であった。人的被害では122名の水兵が死亡し、316名が負傷した。死傷者数は全乗員の15パーセントに相当した。死傷者の大半は対空砲の砲手で、戦闘機による機銃掃射によるものであった。
イギリスの戦闘機は哨戒艇4隻や大型の工作艦1隻も攻撃した。トローラーの艇長が一人死亡し、他に13名が負傷した。アルタにいた秘密情報部のTorstein Raabyは攻撃の数時間後に民間人の被害はないと報告した。一か月後の報告では、ドイツ側は「ティルピッツ」の修理に数か月かかるとみているということが伝えられた。
ドイツの海軍総司令官カール・デーニッツは「ティルピッツ」の修理を命じた。航空機の支援がないため「ティルピッツ」はもはや連合国の船団に対する作戦を実施することはできないが、連合国海軍を拘束しておくため現役にとどめておくことが望ましいと考えられた。「ティルピッツ」の修理は6月中旬に完了した
作戦後、イギリス側は「ティルピッツ」の修理には6か月を要すると判断した。4月13日、カニンガムはフレーザーに対して新たな攻撃の実施を命じた。4月から5月にかけてプラネット作戦、ブローン作戦、タイガークロー作戦が発動されたが、いずれも悪天候のため中止となった。よって、次に攻撃が実施されたのは7月のマスコット作戦であった。

## 作戦参加艦艇
第1部隊
- 戦艦
  - 「デューク・オブ・ヨーク」（ブルース・フレーザー大将の旗艦）
  - 「アンソン」（ヘンリー・ムーア中将の旗艦）
- 空母
  - 「ヴィクトリアス」
    - 第827海軍飛行隊（バラクーダ12機）
    - 第829海軍飛行隊（バラクーダ9機）
    - 第1834海軍飛行隊（コルセア14機）
    - 第1836海軍飛行隊（コルセア14機）
- 軽巡洋艦
  - 「ベルファスト」
- 駆逐艦
  - 「マーン」
  - 「マッチレス」
  - 「ミーティア」
  - 「ミルン」
  - 「アーサ」
  - 「アンドーンテッド」

第2部隊
- 空母
  - 「フューリアス」
    - 第801海軍飛行隊（シーファイア9機）
    - 第880海軍飛行隊（シーファイア9機）
    - 第830海軍飛行隊（バラクーダ9機）
    - 第831海軍飛行隊（バラクーダ12機）
- 護衛空母
  - 「エンペラー」
    - 第800海軍飛行隊（ヘルキャット10機）
    - 第804海軍飛行隊（ヘルキャット10機）

  - 「フェンサー」
    - 第842海軍飛行隊（ソードフィッシュ12機、ワイルドキャット8機）

  - 「パーシュアー」
    - 第881海軍飛行隊（ワイルドキャット10機）
    - 第896海軍飛行隊（ワイルドキャット10機）

  - 「サーチャー」
    - 第882海軍飛行隊（ワイルドキャット10機）
    - 第898海軍飛行隊（ワイルドキャット10機）
- 軽巡洋艦
  - 「ロイヤリスト」（Arthur La Touche Bisset少将の旗艦）
  - 「ジャマイカ」
  - 「シェフィールド」
- 駆逐艦
  - 「オンスロート」
  - 「ジャヴェリン」
  - 「スウィフト」
  - 「ヴィラーゴ」
  - 「ヴェルラム」
  - 「ヴィジラント」
  - 「ウェイクフル」
  - 「アルゴンキン」
  - 「スー」
  - 「ピオルン」
- 給油艦
  - 「ブルー・レンジャー」
  - 「ブラウン・レンジャー」

## 文献
- Barnett, Correlli (2000). Engage the Enemy More Closely: The Royal Navy in the Second World War (Classic Penguin ed.). London: Penguin Books. ISBN 0141390085
- Bennett, G.H. (2012). “Introduction”. In Bennett, G.H.. Hunting Tirpitz: Naval Operations Against Bismarck's Sister Ship. Plymouth, United Kingdom: University of Plymouth Press. pp. 7–25. ISBN 9781841023106
- Bishop, Patrick (2012). Target Tirpitz. London: Harper Press. ISBN 9780007431199
- Blair, Clay (2000). Hitler's U-boat War: The Hunted, 1942–1945. New York: Modern Library. ISBN 0679640339
- Brown, David (1977). Tirpitz: The Floating Fortress. London: Arms and Armour Press. ISBN 0853683417
- Dear, I. C. B.; Foot, M. R. D., eds (2005). “Arctic convoys”. The Oxford Companion to World War II. Oxford: Oxford University Press. pp. 35–38. ISBN 9780192806703
- Faulkner, Marcus; Wilkinson, Peter (2012). War at Sea: A Naval Atlas, 1939–1945. Annapolis, Maryland: Naval Institute Press. ISBN 9781591145608
- Garzke, William H.; Dulin, Robert O. (1985). Battleships: Axis and Neutral Battleships in World War II. Annapolis, Maryland: Naval Institute Press. ISBN 9780870211010
- Hinsley, F.H. (1984). British Intelligence in the Second World War: Its Influence on Strategy and Operations. Volume Three, Part I. London: Her Majesty's Stationery Office. ISBN 0116309350
- Levy, James P. (2003). The Royal Navy's Home Fleet in World War II. Houndmills, United Kingdom: Palgrave Macmillan. ISBN 1403917736
- Rørholt, Bjørn; Thorsen, Bjarne (1990) (ノルウェー語). Usynlige soldater: nordmenn i Secret Service forteller. Oslo: Aschehoug. ISBN 8203160468
- Roskill, S.W. (1960). The War at Sea 1939–1945. Volume III: The Offensive Part I. London: Her Majesty's Stationery Office. OCLC 58588186
- Tactical, Torpedo and Staff Duties Division (Historical Section) (2012). “Naval Aircraft Attack on the Tirpitz (Operation 'Tungsten') 3 April 1944”. In Bennett, G.H.. Hunting Tirpitz: Naval Operations Against Bismarck's Sister Ship. Plymouth, United Kingdom: University of Plymouth Press. pp. 133–177. ISBN 9781841023106
- Tillman, Barrett (1996). Hellcat Aces of World War 2. London: Osprey Publishing. ISBN 1855325969
- Woodman, Richard (2004). The Arctic Convoys: 1941–1945 (Paperback ed.). London: John Murray. ISBN 0719566177
- Zetterling, Niklas; Tamelander, Michael (2009). Tirpitz: The Life and Death of Germany's Last Super Battleship. Philadelphia: Casemate. ISBN 9781935149187